# Philippe Léglise-Costa
Pour les articles homonymes, voir Léglise (homonymie).
Philippe Léglise-Costa, né en 1966, est un haut fonctionnaire français.
Il est notamment conseiller de François Hollande au palais de l'Élysée chargé des questions européennes de 2012 à 2015, secrétaire général des Affaires européennes de 2014 à 2017, et représentant permanent français auprès de l'Union européenne depuis novembre 2017.

## Biographie

### Débuts
Né en 1966, Philippe Léglise-Costa est diplômé du Collège des ingénieurs (MBA, promotion 1992), de l'École nationale des ponts et chaussées et de l'École polytechnique.
Il commence sa carrière en 1990, comme ingénieur à TF1, puis effectue une mission de conseil au Monde de 1991 à 1992, (dans le cadre de sa formation pratique du Collège des ingénieurs).
Il entame sa carrière de haut fonctionnaire au ministère des Affaires étrangères en 1992, à la sous-direction des relations extérieures où il travaille aux côtés de Pierre de Boissieu, négociateur français pour le traité de Maastricht puis représentant permanent français auprès de l'Union européenne entre 1993 et 1999 : celui-ci lui attribue le suivi de la politique agricole commune et de la politique commune de la pêche pour le compte du ministère des Affaires étrangères. Contexte indique que « derrière leur aspect technique, ces deux politiques représentent alors le cœur de la construction européenne, dans une Union où l’euro n’existe pas encore. Ce qui permet au diplomate de plonger au cœur des institutions ».
Il est conseiller pour les relations extérieures à la représentation permanente de la France auprès de l'Union européenne, à Bruxelles, de 1995 à 1999.
Son expérience de conseiller technique au sein du cabinet d’Hubert Védrine, ministre des Affaires étrangères, lui vaut la réputation d’être « védrinien » ; il indique qu'« [il] en retien[t] d’abord la clarté de la vision et la rigueur d’analyse, qui forment un apprentissage exigeant ».
Il intègre officiellement le corps diplomatique en 2001. De 2002 à 2006, il est deuxième conseiller au sein de la mission permanente de la France auprès des Nations unies. En 2006, il est nommé directeur adjoint des affaires économiques et financières au ministère des Affaires étrangères.

### Présidence de Nicolas Sarkozy
Il est directeur de cabinet de Jean-Pierre Jouyet quand celui-ci est secrétaire d'État aux Affaires européennes (2007-2008), pendant trois mois.
Il est pendant une dizaine d'années représentant permanent adjoint de la France auprès de l'Union européenne — il accède à ce poste avec le soutien de Jean-Pierre Jouyet, qui s'y est engagé après l'avoir enrôlé dans son cabinet alors que Philippe Léglise-Costa y était réticent. Ce poste le conduit à participer « à des dizaines de « Coreper », ou Comités des représentants permanents, où se jouent les dossiers les plus sensibles, et les plus techniques des négociations européennes ». Sous la présidence française du Conseil de l'Union européenne en 2008, en tant que représentant permanent adjoint de la France auprès de l'Union européenne, il est chargé de faciliter l'approbation du plus grand nombre possible de nouvelles législations, comme demandé par Nicolas Sarkozy : dans ce contexte, il préside la plus longue réunion du Comité des représentants permanents adjoints de l’histoire (22 heures).

### Présidence de François Hollande
Après l'élection de François Hollande comme président de la République, il devient son conseiller chargé des questions européennes, au sein du pôle diplomatique dirigé par Paul Jean-Ortiz.
Alors qu'Emmanuel Macron, secrétaire général adjoint de l'Élysée, échoue à obtenir la tutelle sur lui, la presse fait état de dissensions entre eux deux, ce que Philippe Léglise-Costa dément régulièrement,. Contexte indique notamment qu'en 2013, il remporte un conflit avec celui-ci sur le respect de la règle des 3 %, pour lequel il plaide.
En avril 2014, dix jours après l'entrée en fonction du gouvernement Manuel Valls, il devient également secrétaire général des Affaires européennes (SGAE) en remplacement de Serge Guillon, conseiller Europe du Premier ministre Jean-Marc Ayrault. Le palais de l'Élysée justifie ce changement par le fait que le chef de l'État assiste au Conseil européen et par l'approche des élections européennes. Pour Le Monde, « le message était clair : désormais, c'est l'Élysée et non plus Matignon qui aurait la haute main sur le puissant service administratif chargé des affaires européennes. Dans les faits, le président s'appropriait aux dépens de Manuel Valls une part des prérogatives de M. Ayrault ». Selon Jean Quatremer, « ce rattachement du SGAE à l’Élysée a un — bref — précédent, mais à une époque où l’Union n’avait pas les compétences qu’elle a acquises depuis : entre 1988 et 1990, Élisabeth Guigou, qui dirigeait ce qui s’appelait alors le SGCI, a été nommée conseillère Europe de François Mitterrand à une période clef, celle du lancement des négociations du projet de monnaie unique. Ensuite, cet organisme a été replacé sous la double tutelle du premier ministre et du ministre des Finances avant, fin 2005, de passer sous la coupe de Matignon (c’est aussi à ce moment qu’il a changé de nom) ». Son entrée en fonction déclenche « plusieurs semaines de flottement institutionnel » en raison notamment de son cumul des deux fonctions de SGAE et de conseiller de François Hollande.
En janvier 2015, il quitte le palais de l'Élysée qui assure qu’il s’agit de « renforcer la cohérence de l’action du gouvernement » ; Philippe Léglise-Costa indique de son côté que « l'équation devenait impossible pour une seule personne, d'où la nécessité d'être déchargé de fonctions de cabinet à l'Élysée ». Selon Contexte, « ce choix masque en réalité plusieurs conflits d’ordre institutionnel et personnel » : d'une part, le mécontentement de Matignon à l'égard du rattachement du SGAE à l'Élysée ; d'autre part, des tensions au sein du palais de l'Élysée avec le conseiller diplomatique Jacques Audibert et Laurence Boone, conseillère aux affaires économiques qui aspire à reprendre les fonctions de sherpa sur l’Europe, mais aussi avec le ministre Michel Sapin et Emmanuel Macron. Alors qu'il est remplacé auprès de François Hollande par Laurence Boone, Michel Mangenot, directeur de l’Institut d’études européennes de l’Université Paris VIII, indique qu'il a en fait continué à préparer le Conseil de l'Union européenne avec le président de la République. Mediapart relève que « pour la première fois, le directeur du SGAE ne fait pas partie du cabinet du premier ministre ou du chef de l'État, ce qui affaiblit son poids politique ».
Il espère être nommé représentant permanent français auprès de l'Union européenne avant la fin de la présidence de François Hollande, en vain, ce qu'il vit comme une trahison selon Contexte.

### Présidence d'Emmanuel Macron
En novembre 2017, il est nommé représentant permanent français auprès de l'Union européenne en remplacement de Pierre Sellal, parti à la retraite. Contexte y voit « une consécration pour celui qui a survécu à nombre d’embuscades de ses adversaires et se plaît à jongler entre technique et politique ». Le média en ligne considère que son parcours « faisait de lui le candidat idéal » pour un poste stratégique au regard de l'importance accordée par Emmanuel Macron aux enjeux européens. Selon Michel Mangenot, directeur de l’Institut d’études européennes de l’Université Paris VIII, « la raison pour laquelle il a été nommé est qu’il était devenu incontournable dans les affaires européennes, son profil étant unanimement respecté à Bruxelles ».
Il s'illustre par sa défense de l'usage de la langue française au sein des institutions européennes, quittant une réunion entre ambassadeurs au sein du Conseil de l'Union à Bruxelles pour protester contre l'absence d'interprétation prévue lors de futurs débats budgétaires,. En 2019, Euractiv relève qu'il n'a encore jamais rencontré les députés européens français, la présidence française ne faisant aucun usage de ces derniers depuis l'élection d'Emmanuel Macron. Sébastien Maillard, directeur de l’Institut Jacques-Delors indique en 2022 qu'il n’y a « pas de relation de confiance étroite entre lui et le président », Clément Beaune, secrétaire d’État chargé des Affaires européennes, étant selon lui « le vrai homme de confiance pour l’Europe, celui qui pèse sur les décisions ».
En tant que représentant permanent français auprès de l'Union européenne, il est chargé de planifier les travaux de la présidence française du Conseil de l'Union européenne, qui a lieu durant le premier semestre 2022 à travers environ 2 000 réunions de travail. Il obtient 80 détachements de fonctionnaires à ce titre. Il est le seul à avoir travaillé à trois présidences françaises du Conseil de l'Union européenne, après avoir exercé en 1995 comme jeune diplomate, puis au poste de numéro deux de la représentation permanente en 2008.
En 2022, il est le candidat soutenu par Emmanuel Macron pour occuper le poste vacant de secrétaire général du Conseil des ministres de l’Union européenne. La presse se fait écho de l'opposition de Charles Michel, le président du Conseil européen, à cette nomination. C'est finalement la Franco-Suisse Thérèse Blanchet, directrice générale du service juridique du Conseil des ministres de l’Union européenne, qui obtient le poste.

## Décorations
- 2016 :  Officier de l'ordre national du Mérite Il est promu officier par décret du 14 novembre 2016[22]. Il était chevalier par décret du 7 juillet 2011.
- 2016 :  Commandeur de l'ordre du Mérite agricole (décret du 31 janvier 2016) ; officier du 18 mars 2009[23]
- 2022 :  Chevalier de la Légion d'honneur[24]